# John Carl Buechler
John Carl Buechler (* 18. Juni 1952 in Belleville, Illinois; † 17. März 2019) war ein US-amerikanischer Filmregisseur, Drehbuchautor, Filmproduzent und Schauspieler aus dem Bereich des Fantasy- und Horrorfilms. Er war auch als Künstler für die Arbeit von Spezialeffekten und Make-up, vorwiegend im Bereich des B-Films zuständig.

## Leben
John Carl Buechler produzierte zunächst Spezialeffekte für seine eigenen kleinen Filme.
Nach Abschluss seines Studiums bewarb er sich mit seinem Studentenfilm in Hollywood. Er arbeitete dort zunächst unter Rick Baker und Stan Winston. Er arbeitete an den Make-up-Effekten bei Produktionen von u. a. Roger Corman, New World Pictures, Fred Olen Ray und Charles Band. Sein Schaffen umfasste hier seit Ende der 1970er Jahre mehr als 60 Produktionen. Drei Mal war er für den Saturn Award nominiert.
Weltweit bekannt wurde er durch seine Regie bei Freitag der 13. Teil VII – Jason im Blutrausch und seine legendären Spezialeffekte u. a. bei Stuart Gordons From Beyond – Aliens des Grauens. Als Schauspieler war er u. a. in Adam Greens ersten beiden Hatchet-Filmen zu sehen.
Als Regisseur inszenierte er seit 1984 rund ein Dutzend Film- und Fernsehproduktionen. In den Jahren zuvor war er zunächst als Second-Unit-Regisseur an Die Mächte des Lichts und Der Todesjäger beteiligt.
Im Februar 2019 wurde bekannt, dass Buechler an Krebs erkrankt war. Seine Frau Lynn eröffnete einen Spendenaufruf, da die Umsetzung der Bekämpfung des Krebs bei Buechler „alle finanziellen Reserven bereits aufgefressen habe“. Am 17. März 2019 verstarb er an den Folgen der Krankheit.

## Filmografie

### Regie
- 1984: The Dungeonmaster
- 1986: Troll
- 1988: Cellar Dweller (Underground Werewolf)
- 1988: Freitag der 13. – Jason im Blutrausch (Friday the 13th Part VII: The New Blood)
- 1991: Ghoulies Go to College
- 1998: Watchers Reborn
- 2002: A Light in the Forest
- 2003: Deep Freeze
- 2003: Curse of the Forty-Niner
- 2004: Grandpa’s Place
- 2006: Saurian
- 2006: The Strange Case of Dr. Jekyll and Mr. Hyde
- 2006: The Eden Formula
- 2011: Dark Star Hollow

### Effekte/Make-up/Ausstattung
- 1980: Dr. Heckyl und Mr. Hype
- 1982: Sorceress – Die Mächte des Lichts (Sorceress)
- 1982: Mutant – Das Grauen im All (Forbidden World)
- 1983: Der Android (Android)
- 1983: Grabmal des Grauens (Mausoleum)
- 1984: Herrscher der Hölle (Ragewar)
- 1984: Und der Tod wartet schon (The Pray)
- 1984: Trancers
- 1984: Ghoulies
- 1985: Hard Rock Zombies
- 1986: Destroyers
- 1986: TerrorVision
- 1986: Killerhaus (Crawlspace)
- 1986: From Beyond – Aliens des Grauens (From Beyond)
- 1987: Dolls
- 1987: The Caller
- 1987: Die Schmuddelkinder (The Garbage Pail Kids Movie)
- 1987: Jäger der verschollenen Galaxie (Slave Girls from Beyond Infinity)
- 1988: Rückkehr aus der Hölle (Prison)
- 1988: Demonwarp
- 1988: Nightmare on Elm Street 4 (A Nightmare on Elm Street 4: The Dream Master)
- 1988: Ghoulies 2
- 1988: Halloween IV – Michael Myers kehrt zurück (Halloween 4: The Return of Michael Myers)
- 1988: Spellcaster
- 1988: Underground Werewolf
- 1989: Indiana Jones und der letzte Kreuzzug (Indiana Jones and the Last Crusade)
- 1989: Bride of Re-Animator
- 1991: Son of Darkness: To Die for II
- 1992: Demonic Toys
- 1992: Sway
- 1993: Red Rock West
- 1993: Carnosaurus
- 1993: H.P. Lovecrafts Necronomicon
- 1993: Scanner Cop
- 1994: Cyborg 3
- 1994: Bio Creature – Rückkehr des Grauens (Biohazard: The Alien Force)
- 1995: Morty
- 1995: Metalbeast
- 1995: Bikini Drive-In
- 1996: Angriff aus dem Dunkeln (Carnosaur 3: Primal Species)
- 2000: Blood Surf
- 2001: After the Storm
- 2002: Deep Freeze
- 2003: DarkWolf
- 2004: Dr. Moreau’s House of Pain
- 2004: Tomb of the Werewolf
- 2005: Mortuary
- 2005: The Gingerdead Man
- 2006: Hatchet
- 2006: The Strange Case of Dr. Jekyll and Mr. Hyde
- 2011: Hyenas
- 2011: Monsterpiece Theatre Volume 1